# Richard Kitzbichler
Richard Kitzbichler (Wörgl, 12 gennaio 1974) è un allenatore di calcio ed ex calciatore austriaco, di ruolo centrocampista.

## Palmarès

### Giocatore

#### Competizioni nazionali
- Coppa d'Austria: 1

Austria Vienna: 2004-2005
- Supercoppa d'Austria: 2

Salisburgo: 1997
Austria Vienna: 2004